# Enfant star
 (août 2015).
Si vous disposez d'ouvrages ou d'articles de référence ou si vous connaissez des sites web de qualité traitant du thème abordé ici, merci de compléter l'article en donnant les références utiles à sa vérifiabilité et en les liant à la section « Notes et références ».

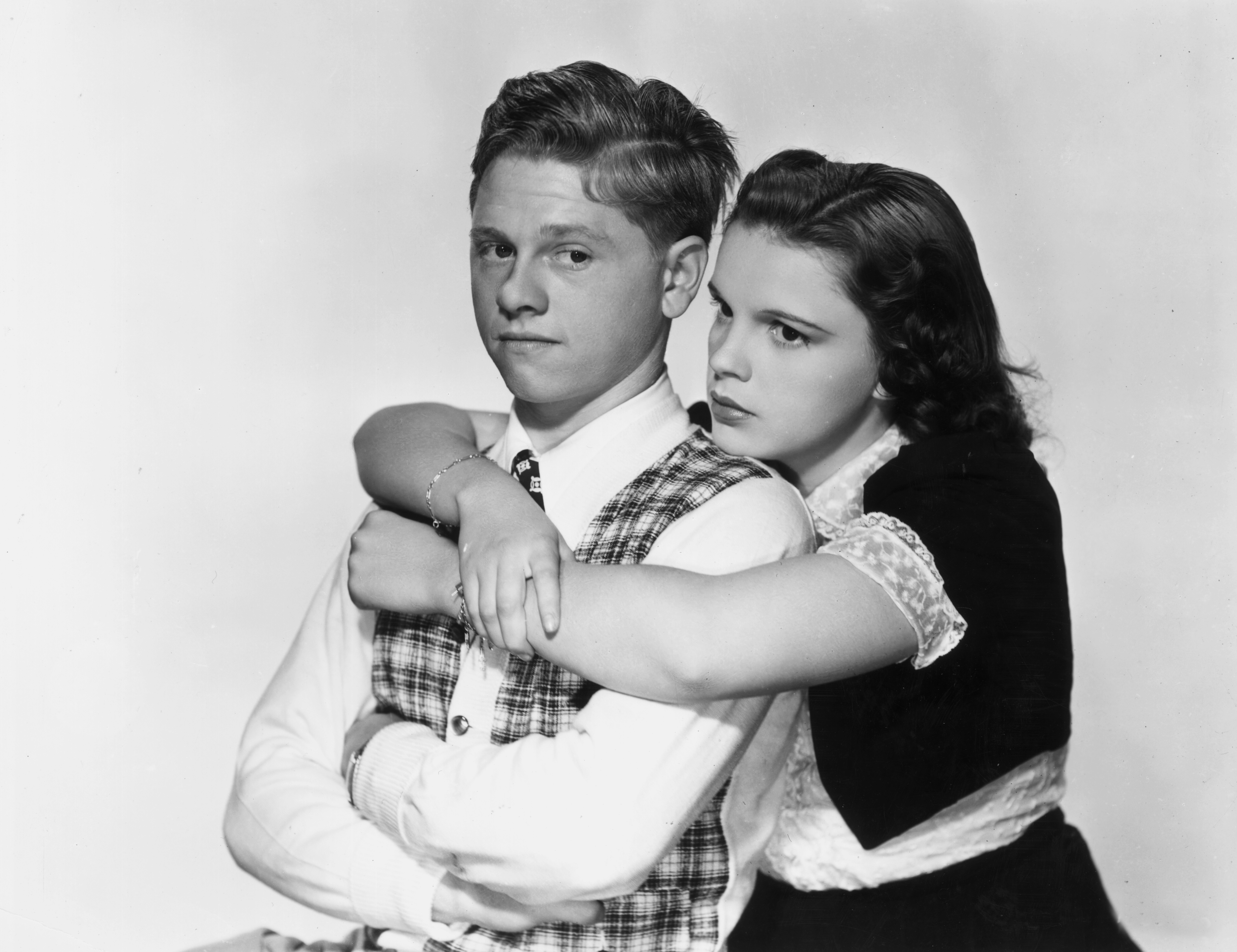
Les acteurs américains Mickey Rooney et Judy Garland dans L'Amour frappe André Hardy (1938).

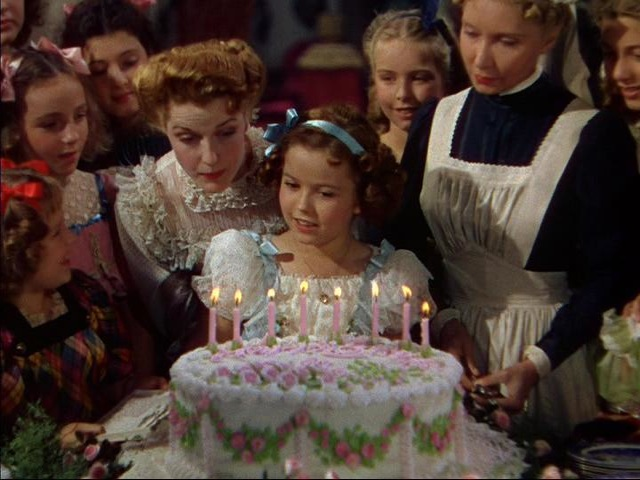
Shirley Temple dans Petite Princesse, vers 1939.

Un enfant star ou enfant-vedette, est un enfant qui devient une vedette, souvent grâce à un métier de l'industrie du spectacle. 
Les films, séries télévisées, pièces de théâtre, comédies musicales comportent en effet des personnages enfantins qui nécessitent d'être incarnés, et il arrive également qu'un enfant devienne célèbre dans la chanson.

## Historique
L'expression s'est d'abord appliquée, essentiellement, au domaine du cinéma. Le premier enfant star ayant connu une renommée mondiale est l'actrice américaine Shirley Temple,. Celle-ci a enchaîné des dizaines de films, à partir de l'âge de 6 ans.
À partir du tournage Le Kid (1921), les studios hollywoodiens comprennent l'intérêt de présenter des enfants stars à l'écran. Le héros du film (avec Charlie Chaplin), Jackie Coogan, est embauché par la MGM, studio sous la houlette de Louis B. Mayer (et qui gère personnellement la carrière de ces enfants, comme chaque activité de l'entreprise) qui emploie bientôt une dizaine d'enfants, dont Shirley Temple, Elizabeth Taylor, Mickey Rooney ou encore Margaret O'Brien. Les studios, situés à Culver City, fonctionnent alors comme une petite ville de 4 000 employés, avec ses transports, un hôpital, des pompiers, des policiers et une école, où la scolarité des enfants est réduite à trois heures par jour. 
En 1939, les parlementaires de Californie, émus par le sort de Jackie Coogan, dont la fortune avait été dilapidée par ses parents, vote une loi toujours en vigueur afin de les protéger. Les conditions de vie des jeunes acteurs sont pourtant critiquées : le rythme de tournage est soutenu, la discipline sévère (Judy Garland doit prendre des amphétamines pour supporter les longues journées de tournage et est giflée par un réalisateur alors qu'elle était dissipée), les relations amicales sont rares et la jalousie entre les enfants assez présente (par exemple entre Judy Garland et Lana Turner), et les parents des enfants se servent parfois de leur progéniture pour accomplir la carrière qu'ils n'ont eux-mêmes pas pu mener (comme Elizabeth Taylor qui évoque une « épreuve pénible », sa mère Sara Sothern ayant seulement été quelque temps comédienne à Broadway). 
L'éducation de l'enfant relevant d'un contrôle strict (interdits alimentaires, sécurité), l'autorité parentale devient liée à une obligation contractuelle et est rémunérée. Après leur carrière de jeunesse, certains enfants poursuivent au sein du studio comme Judy Garland et Elizabeth Taylor (même si on essaie d'arranger leur mariage), quand d'autres, comme Margaret O'Brien jugée « moins gracieuse » ou Shirley Temple, doivent le quitter. Ancien enfant star, Ted Donaldson (en) juge a posteriori cette période : « ce n'est pas seulement que les enfants acteurs perdent leur enfance, c'est qu'ils l’usent à force de la jouer à l'écran ».

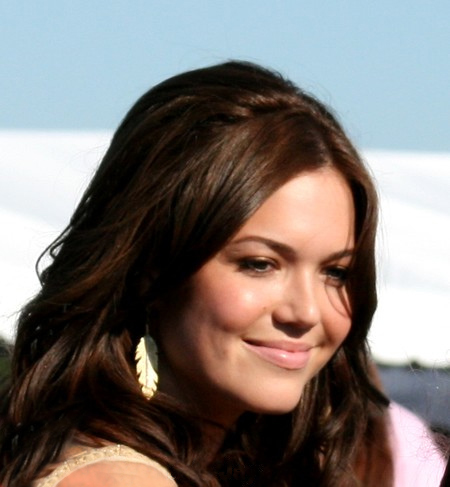
Débutant une carrière de chanteuse en 1999 à l'âge de 15 ans, Mandy Moore est devenue une actrice reconnue et a joué avec plusieurs acteurs à renommée internationale.

En 1973, sur le tournage d'un téléfilm, Elizabeth Taylor s'étonnera du fait que l'enfant jouant le rôle de sa fille avait un nombre d’heures de travail inférieur au sien et que cela soit contrôlé. « On n'avait pas ça à la MGM, il fallait apprendre à survivre par soi-même ».
À partir des années 1960, le contrôle de Hollywood sur les enfants stars se relâche, reléguant au passé l'époque où les services de communication des studios guettaient les errements de ces acteurs. Cette liberté a pourtant des conséquences néfastes : en 1989, Drew Barrymore, âgée de 13 ans, entame sa deuxième cure de désintoxication. Haley Joel Osment, devenu trapu et barbu après sa carrière d'enfant-star, est lui tourné en dérision par les médias. Macaulay Culkin, après le succès de Maman, j'ai raté l'avion (1990), voit ses parents se déchirer pour obtenir sa garde et le contrôle de ses cachets ; à 15 ans, l'acteur obtient judiciairement son émancipation, quitte sa carrière cinématographique et se fait connaître ensuite pour ses problèmes de drogue. River Phoenix décède d'une overdose. Des affaires de pédophilie font la chronique, impliquant des enfants-acteurs avec des managers, des publicistes, des photographes, des réalisateurs ou encore des assistants de production. La chanteuse et actrice Lindsay Lohan connait aussi quelques déboires personnels, ce qui a freiné sa carrière. D'autres s'en sortent, comme Leonardo DiCaprio, qui grandit pourtant dans un quartier de Los Angeles où la drogue et la prostitution sont très présents. En 1999, dès l'âge de 15 ans, la chanteuse Mandy Moore se reconvertit avec succès en tant qu'actrice et obtient une carrière florissante pour son âge, en jouant avec des acteurs à renommée internationale. Des enfants stars tels que Christina Ricci, Kirsten Dunst, Soleil Moon Frye, Neil Patrick Harris, Melissa Joan Hart, Hilary Duff et Raven Symoné ont également connu des carrières à succès.

## Spécificités

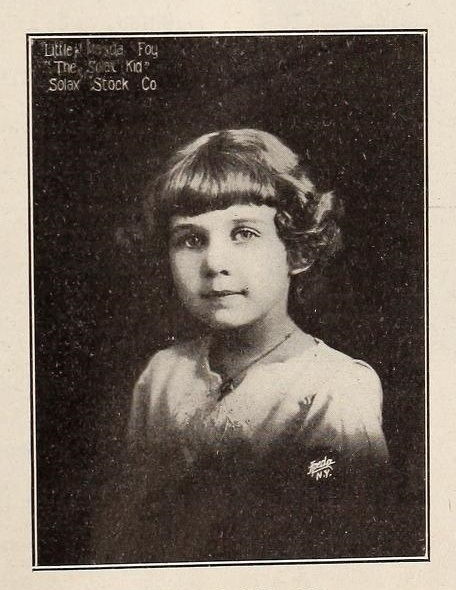
Magda Foy (1905-2000), enfant star du cinéma muet américain.

Les enfants stars sont rarement remarqués par hasard (Will Smith, par exemple), ils sont le plus souvent orientés dans cette voie par un de leurs deux parents, qui leur fait passer des auditions. Ils trouvent généralement leurs premiers rôles dans la publicité (photo ou télévision). Ils sont souvent aussi naturellement dirigés vers cette voie lorsque leurs parents travaillent dans ce milieu (d'autres parents célèbres choisissent au contraire de tenir leurs enfants éloignés du monde du spectacle, évitant aussi d'être photographiés avec eux).
Un jeune enfant est plus difficile à diriger qu'un grand enfant, et des lois spécifiques protègent ses conditions de travail, en particulier en ce qui concerne le temps de travail, qui est plus réduit. Pour ces raisons, les professionnels de la télévision ou du cinéma ont parfois recours à des jumeaux pour incarner un seul personnage, voire à plusieurs bébés à la fois (Trois hommes et un couffin). Souvent, pour des bébés, on utilise des poupées, tenues de dos et emmitouflées pour qu'on ne voie pas leurs visages, pour limiter le nombre de prises réelles avec le bébé-acteur.
Le statut d'enfant star est différemment vécu d'un enfant à l'autre. Partie de plaisir pour certains, le travail en lui-même peut être vécu comme très contraignant par d'autres. Il s'agit d'un métier, or le travail est normalement interdit aux jeunes enfants. Quant à la notoriété, elle peut être très déroutante : le jeune enfant pendant son développement acquiert une vision de lui-même qui dépend de ce que lui renvoient les autres. Or, la notoriété peut l'inciter à une surestimation de lui-même, par la confrontation avec une image idéalisée par les fans, ou au contraire (ou ensuite) à une forte dévalorisation lorsque le succès disparaît, ce qui est fréquent quand le jeune enfant grandit. Il ne faut pas oublier que le succès ou l'échec dans les métiers du spectacle sont déjà considérés comme des événements déstabilisants difficiles à gérer par les adultes. On comprend alors l'impact sur un jeune enfant vulnérable, en devenir. 
La destinée d'un enfant star peut suivre plusieurs voies :
1. Il peut continuer sa carrière de bon pied, avec plus ou moins de succès, plus ou moins de tournants.
2. Il peut rester dans le milieu, jouer des seconds rôles, opter pour un autre métier du spectacle, tel que réalisateur.
3. Le succès n'étant plus au rendez-vous, il peut être amené à avoir vie professionnelle n'ayant strictement rien à voir avec sa carrière d'acteur.

Le plus souvent, le jeune enfant perd son statut de star en grandissant, car il change d'apparence et le public qui l'a adulé, soit s'en désintéresse, soit ne conserve d'intérêt que pour ce qu'il a été quand il était petit.
Certains enfants stars furent tellement déstabilisés, soit par le succès, soit par la perte du succès, qu'ils connurent de graves problèmes personnels : drogue et alcoolisme ne sont pas rares pour ces enfants.
Le fait même de faire travailler des jeunes enfants dans ce milieu, d'utiliser leur image, à un moment où ils n'ont pas complètement conscience des implications pour leur vie, ni véritable liberté de choix faute de connaissances, est souvent sujet à polémiques. On reproche alors à leurs parents de les utiliser, ou aux enfants eux-mêmes de n'avoir aucun talent. 
En France, Jordy et Vanessa Paradis furent sifflés en direct sur ces arguments par des foules de spectateurs.

## Exemples
- Exemples connus d'enfants stars ayant eu de graves problèmes de drogue ou d'alcoolisme par la suite :

Anissa Jones (décédée à 18 ans d'une overdose), Drew Barrymore, Lindsay Lohan, Macaulay Culkin, Brad Renfro (décédé à 25 ans d'une overdose), Gary Coleman, Todd Bridges, Dana Plato (décédée  à 35 ans d'une overdose), Melissa Gilbert (alcoolisme), Corey Feldman, Edward Furlong, Judy Garland (décédée à 47 ans d'une overdose), Elizabeth Taylor, River Phoenix (décédé à 23 ans d'une overdose), Scotty Beckett (décédé à 39 ans d'une overdose), etc.
- Exemples de jumeaux/jumelles ayant incarné tour à tour un seul personnage au cinéma ou à la télévision :

Erin et Diane Murphy (Tabatha) dans Ma sorcière bien-aimée, Lindsay et Sidney Greenbush (Carrie) dans La Petite Maison dans la prairie, Mary-Kate et Ashley Olsen (Michelle) dans La Fête à la maison, Joseph et Christian Cousins (Dominic) dans Un flic à la maternelle, etc.